# Hollands Duin
Hollands Duin is een duingebied langs de kust tussen Scheveningen en Noordwijk in de Nederlandse provincie Zuid-Holland. Onder Hollands Duin vallen de deelgebieden: Berkheide, Coepelduynen, Ganzenhoek, Lentevreugd en Boswachterij Noordwijk. 

## Geografie
Het gebied bestaat afwisselend uit beboste en open gedeeltes en natte duinvalleien waar kwelwater aan de oppervlakte komt en op verschillende plaatsen duinmeertjes vormt. Het gebied beslaat ca. 2.750 ha en strekt zich tussen Scheveningen en Noordwijk uit over zo'n 17 km. De strook is gemiddeld 2,5 km breed. Het gebied is in beheer bij Staatsbosbeheer. Het gebied bestaat uit verschillende deelgebieden, waaronder Berkheide en Lentevreugd.
Het gebied is overdag toegankelijk voor recreanten, waaronder mindervaliden. Hollands Duin sluit nauw aan bij Meijendel en vormt samen daarmee het grootste aaneengesloten duingebied van Zuid-Holland.
Het hoogste punt van het gebied is het Vlaggeduin ten zuiden van Katwijk.

## Flora
In het Hollands Duin komt het zeldzame hondskruid voor, een orchideeënsoort die een roze, piramidevormige bloeiwijze kent. Hij bloeit van mei tot augustus.  
In de omgeving van de Wassenaarse slag ligt de enige talrijke groeiplaats van de uiterst zeldzame kruisbladgentiaan. Meer algemeen voorkomende plantensoorten zijn onder meer duindoorn, blauwe zeedistel, duinviooltje, reigersbek, bitterkruid, zandzegge, veldkers, vroegeling, driedistel, grote tijm, duinroos, aardster, strandbiet en zeekool.

## Fauna
Tussen maart en september is de roodborsttapuit te gast in het gebied. Ruim 10 procent van de roodborsttapuiten in Nederland broedt in Hollands Duin. Andere bijzondere diersoorten die er voorkomen zijn de zandhagedis, rugstreeppad en meervleermuis.

## Geschiedenis
In het gebied Berkheide liggen verschillende restanten van de Atlantikwall, waaronder bunkers, een ruim honded meter lange betonnen tankmuur en drakentanden. De Atlantikwall werd tijdens de Tweede Wereldoorlog door de Duitsers gebouwd om een aanval van de Geallieerden vanuit het westen te kunnen afslaan. Een deel van de bunkers bij de Wassenaarse Slag is tegenwoordig in gebruik als de vleermuisbunker.

## Toekomst
In 2016 is een plan gepresenteerd om dit gebied (43km lang, 8,5km breed), samen met de zuidelijk gelegen duinstrook tot Hoek van Holland en aangrenzende gebieden zoals het Haagse Bos, de bollenvelden en Staelduinse Bos, tot nationaal park te ontwikkelen onder de naam Hollandse Duinen. 